# Tên của Rus', Nga và Ruthenia
Ban đầu, cái tên Rus' (Русь) được dùng để chỉ người, khu vực và các quốc gia thời trung cổ (thế kỷ thứ 9 đến thế kỷ thứ 12) của Rus' Kiev. Trong văn hóa phương Tây, nó được biết đến nhiều hơn với cái tên Ruthenia từ thế kỷ 11 trở đi, Các lãnh thổ của nó ngày nay thuộc Belarus, Bắc Ukraina và Nga thuộc châu Âu. Thuật ngữ Россия (Rossija), xuất phát từ tiếng Hy Lạp Byzantine định nghĩa của Rus', Ρωσσία Rossía - đánh vần là Ρωσία (Rosía phát âm là [roˈsia]) trong tiếng Hy Lạp hiện đại.
Một trong những tư liệu lịch sử sớm nhất đề cập đến những người được gọi là Rus' (như Rhos) có từ năm 839 trong Annales Bertiniani. Biên niên này xác định họ là một bộ lạc Germanic được gọi là người Thụy Điển. Theo Biên niên sử chính (Primary Chronicle) của Kievan Rus', được biên soạn vào khoảng năm 1113, Rus' là một nhóm người Varangians, Norsemen đã di chuyển đến một nơi nào đó từ vùng Baltic (nghĩa đen là "từ ngoài biển"), đầu tiên đến Đông Bắc Châu Âu, rồi đến phía nam nơi họ tạo ra nhà nước Kiev thời trung cổ. Vào thế kỷ thứ 11, thuật ngữ thống trị trong ngôn ngữ Latinh cổ là Ruscia. Nó đã được sử dụng, bởi nhiêu người khác, Thietmar của Merseburg, Adam của Bremen, Kosmas của Praha và Giáo hoàng Grêgôriô VII trong bức thư của ông đến Izyaslav I. Rucia, Ruzzia, Ruzsia là những cách viết thay thế. Trong thế kỷ thứ 12, Ruscia dần dần nhường chỗ cho hai thuật ngữ Latin khác là "Russia" và "Ruthenia". "Russia" (đánh vần là Rossia và Russie) là hình thức ngôn ngữ La Mã thống trị, lần đầu tiên được sử dụng bởi Liutprand của Cremona vào những năm 960 và sau đó bởi Peter Damian trong những năm 1030. Nó trở nên phổ biến trong các tài liệu tiếng Anh và tiếng Pháp trong thế kỷ thứ 12. Ruthenia, lần đầu tiên được ghi nhận vào các biên niên sử Augsburg đầu thế kỷ 12, là một hình thức Latin được ưa thích bởi Chancery Apostolic của Giáo hội Latinh.
Tên hiện đại của Nga (Rossija), được sử dụng vào thế kỷ 15, có nguồn gốc từ tiếng Hy Lạp Ρωσία, từ đó bắt nguồn từ Ῥῶς, một tên Hy Lạp đầu tiên của người dân Rus'.
Một giả thuyết có trước giả thuyết Kievan Rus' là Rus' Khaganate thế kỷ thứ 9, có tên và sự tồn tại được suy ra từ một số nguồn Byzantine, tiếng Ba Tư và tiếng Ả Rập thời trung cổ đề cập rằng người Nga bị cai trị bởi một khả hãn.

## Từ nguyên
Theo lý thuyết nổi bật nhất, cái tên Rus', giống như tên tiếng Phần Lan của Thụy Điển (Ruotsi), bắt nguồn từ một thuật ngữ tiếng Bắc Âu cổ cho "những người chèo thuyền " (rods- (chèo)) vì chèo là phương pháp chính để di chuyển trên các dòng sông của Đông Âu, và nó có thể được liên kết với khu vực ven biển Roslagen của Thụy Điển (các đội chèo thuyền) hoặc Roden, như đã được biết đến trong thời gian trước đó. Cái tên Rus' về sau đó có cùng nguồn gốc với tên Phần Lan, tiếng Estonia, tiếng Võro và Bắc Sami cho Thụy Điển: Ruotsi, Rootsi, Roodsi và Ruoŧŧa. Điều đó là đáng chú ý các yếu tố địa phương Finnic và tiếng Permic trong sử dụng ở miền bắc của lãnh thổ chính nước Nga giống với (Rus'-liên quan) tên cho cả Thụy Điển và Nga (tùy vào ngôn ngữ): do đó tiếng Veps ho tên Thụy Điển và người Thụy Điển là Ročinma/Ročin, trong khi trong ngôn ngữ Komi lân cận, thuật ngữ tương ứng về mặt từ ngữ Ročmu / Roč có nghĩa là Nga và người Nga.
Học giả người Đan Mạch Tor Karsten đã chỉ ra rằng lãnh thổ của Uppland, Södermanland và Östergötland ngày nay được gọi là Roðer hoặc roðin. Thomsen theo đó đã gợi ý rằng Roðer có lẽ bắt nguồn từ roðsmenn hoặc roðskarlar, có nghĩa là người đi biển hoặc người chèo thuyền. [cần số trang] Ivar Aasen, nhà triết học và từ điển học người Na Uy, lưu ý các biến thể phương ngữ Na Uy Rossfolk, Rosskar, Rossmann.
George Vernadsky đưa ra giả thuyết về sự liên kết của Rus và Alans. Ông tuyên bố rằng Ruxs trong tiếng Alanic có nghĩa là "ánh sáng rạng rỡ", do đó, tên dân tộc Roxolani có thể được hiểu là "ánh sáng Alans". Ông đưa ra giả thuyết rằng cái tên Roxolani là sự kết hợp của hai tên bộ lạc riêng biệt: Rus và Alans. Rus liên kết chặt chẽ với người Alans trong thời kỳ Sarmatian.

### Bằng chứng sớm
Trong văn học Đông Slavic cổ, Đông Slav tự gọi mình là "[muzhi] ruskie" ("người Rus' ") hoặc, hiếm khi, "rusichi." Người Đông Slav được cho là đã sử dụng tên này từ giới thượng lưu Varangian, lần đầu tiên được đề cập vào những năm 830 trong Annales Bertiniani. Annales kể lại rằng Louis Mộ Đạo tại Ingelheim am Rhein trong 839 (cùng năm với sự xuất hiện đầu tiên của Varangians ở Constantinopolis), được viếng thăm bởi một phái đoàn từ hoàng đế Byzantine. Các đại diện bao gồm hai người đàn ông tự gọi mình "Rhos" (" Rhos vocari dicebant "). Louis hỏi về xuất xứ và biết rằng họ là người Thụy Điển. Lo sợ rằng họ là gián điệp cho tộc người anh em Đan Mạch, ông đã bỏ tù họ. Họ cũng được đề cập vào những 860 bởi Photios I của Constantinople, dưới tên "Rhos."
Rusiyyah đã được Ahmad ibn Fadlan sử dụng cho người Varangian gần Astrakhan, và bởi du khách người Ba Tư Ahmad ibn Rustah, người đã đến thăm Veliky Novgorod và mô tả cách mà người Ru' khai thác Slavs.
Đối với người Nga, họ sống trên một hòn đảo... phải mất ba ngày để đi bộ và được bao phủ bởi những khu rừng và rừng rậm; Điều đó là không tốt chút nào... Họ quấy rối người Slav, sử dụng tàu để tiếp cận họ; họ mang người Slav đi làm nô lệ và... bán chúng. Họ không có đồng ruộng mà chỉ đơn giản sống dựa vào những gì họ có được từ vùng đất của Slav... Khi sinh con trai, người cha sẽ đi đến đứa trẻ sơ sinh, cầm kiếm trong tay; ném nó xuống, anh ta nói, "Cha sẽ không để lại cho con bất kỳ tài sản nào: Con chỉ có những gì con có thể tự cung cấp bởi vũ khí này."

Khi người Varangian đến Constantinople, Byzantine xem xét và mô tả Rhos (tiếng Hy Lạp là Ῥῶς) như là một dân tộc khác biệt so với người Slav.
Văn bản được đề cập sớm nhất về từ Rus' hoặc Rus'ian/Russian xuất hiện trong Primary Chronicle vào năm 912. Khi mô tả một hiệp ước hòa bình được ký bởi lãnh đạo Varangian Oleg của Novgorod trong chiến dịch của ông nhằm vào Constantinople, nó chứa đoạn văn sau, " Oleg đã phái người của mình đến hòa bình và ký một hiệp ước giữa người Hy Lạp và người Rus', như sau: [...] "Chúng tôi là người Rus'": Karl, Inegeld, Farlaf, Veremud, Rulav, Gudi, Ruald, Karn, Frelav, Ruar, Aktevu, Truan, Lidul, Vost, Stemid, được gửi bởi Oleg, hoàng tử vĩ đại của Rus', và tất cả những người dưới quyền ông [.] "
Sau đó, Primary Chronicle cho chúng ta biết, họ đã chinh phục Kiev và tạo ra Kievan Rus'. Lãnh thổ họ chinh phục được đặt tên theo họ, cuối cùng, cũng là tên của người dân địa phương này (cf. Normans).
Tuy nhiên, Synod Scroll của Novgorod First Chronicle, một phần dựa trên danh sách ban đầu của cuối thế kỷ 11 và một phần trên Primary Chronicle, không đặt tên cho người Varang bởi Chuds, Slav và Krivich yêu cầu cai trị vùng đất của họ như "Rus' ". Mọi người có thể cho rằng không có đề cập ban đầu nào về người Varang là người Rus' do danh sách cũ có trước Primary Chronicle và Synod Scroll chỉ đề cập đến Primary Chronicle nếu các trang trong danh sách cũ bị lỗi.
Các cách viết khác được sử dụng ở châu Âu trong thế kỷ 9 và 10 như sau: Ruzi, Ruzzi, Ruzia và Ruzari. Nhưng có lẽ thuật ngữ phổ biến nhất để nói đến người Rus' là Rugii, tên của bộ lạc Đông Đức cổ đại có liên quan đến người Goth. Olga của Kiev chẳng hạn, được gọi trong biên niên sử Frankish regina Rugorum, nghĩa là "Nữ hoàng của Rugi".

### Các lý thuyết chống Norman thay thế
Một số từ nguyên thay thế đã được đề xuất. Những điều này được bắt nguồn từ trường phái tư tưởng "chống người Norman" trong lịch sử Nga trong suốt thế kỷ 19 và trong thời kỳ Xô Viết. Những giả thuyết này được xem là không thể ở phương Tây. Từ nguyên Slav và Iran được đề xuất bởi các học giả "chống Norman" bao gồm:
- Roxolani, một tộc người Sarmatian (tức là người Iran) sống ở miền nam Ukraine, Moldova và Romania;[cần dẫn nguồn]
- Một số tên sông trong khu vực có chứa nguyên tố rus/ros và đây có thể là nguồn gốc của tên của Rus'.[18] Ở Ukraine, Ros và Rusna, gần Kiev và Pereyaslav, tương ứng, có tên bắt nguồn từ một thuật ngữ Slavic có nghĩa là "nước", gần giống với rosa (sương), rusalka (nữ thần nước), ruslo (giường suối). (Một mối quan hệ của rosa với tiếng Phạn rasā́- "chất lỏng, nước trái cây; dòng sông huyền thoại" đã giải nghĩa cho nó; so sánh trong tiếng Avestan Raŋhā "dòng chảy huyền thoại" và cũng là tên cổ của sông Volga, Ῥᾶ Rā, từ một tên Scythian)[cần dẫn nguồn]
- Rusiy (Русый[liên kết hỏng]), ánh sáng màu nâu, nói về màu tóc (bản dịch "tóc đỏ", cùng nguồn gốc với Slavic "ryzhiy", "tóc đỏ", không phải là khá chính xác);[cần dẫn nguồn]
- Một từ proto-Slavic định nghĩa cho "gấu", ám chỉ arctos và ursus.[cần dẫn nguồn]

Cái tên Rus' có thể bắt nguồn từ tiếng Iran của sông Volga (bởi F. Knauer, Moscow 1901), cũng như từ Rosh của Ezekiel. Giáo sư George Vernadsky đã đề xuất một dẫn xuất từ Roxolani hoặc từ thuật ngữ Aryan ronsa (độ ẩm, nước). Tên sông Ros là phổ biến ở Đông Âu.
Nhà ngôn ngữ học người Nga, Igor Danilevsky, trong tác phẩm Ancient Rus as Seen by Contemporaries and Descendants của ông, khi được đánh giá bởi người đương thời và sau đó, đã lập luận chống lại những lý thuyết này, nói rằng những người chống Norman đã bỏ qua thực tế của các ngôn ngữ Slav cổ đại và tên quốc gia Rus' không thể nảy sinh từ bất kỳ nguồn gốc đề xuất nào khác.
- Dân số của vùng sông Ros được gọi là Roshane;
- Những người có mái tóc đỏ hoặc có nguồn gốc từ gấu sẽ kết thúc tên của họ bằng số nhiều -ane hoặc -ichi, chứ không phải với số ít -s ' (tóc đỏ là một trong những màu tóc tự nhiên của người Scandinavi và các dân tộc Đức khác);
- Hầu hết các lý thuyết đều dựa trên một gốc Ros, và trong Slavic cổ đại, một o sẽ không bao giờ trở thành u trong Rus'.

Danilevskiy lập luận thêm rằng thuật ngữ này tuân theo mô hình chung của các tên Slavic cho các dân tộc Uralic láng giềng là Chud', Ves', Perm', Sum', đã trình bày một ngõ cụt lịch sử, vì không có tên bộ lạc hoặc quốc gia nào được biết đến từ các nguồn không phải là người Slav. Ruotsi, tuy nhiên, tên tiếng Phần Lan cho Thụy Điển. Danilevskiy cho thấy nguồn lịch sử lâu đời nhất, Biên niên sử chính (Primary Chronicle), không nhất quán trong những gì nó được gọi là "Rus'": trong các đoạn liền kề, Rus' được xếp nhóm với người Varang, với người Slav, và cũng tách biệt với người Slav và người Varang. Danilevskiy gợi ý rằng ban đầu, những người Ru' (Nga) không phải là một quốc gia mà là một tầng lớp xã hội, có thể giải thích sự bất thường trong Biên niên sử chính và thiếu các nguồn không phải là tiếng Slav.